# Super Smash Flash
Super Smash Flash es una serie de videojuegos de lucha, crossover y Flash, caseros y sin ánimo de lucro publicados por el sitio web independiente McLeodGaming, dirigido por Gregory McLeod bajo el alias de Cleod9. Está basada en la serie Super Smash Bros. El original, Super Smash Flash, está basado específicamente en el videojuego hecho por Nintendo Super Smash Bros. Melee, y la secuela, Super Smash Flash 2, considerada como un reboot, en el Super Smash Bros. Brawl. 

## Jugabilidad
El objetivo común, al igual que en los títulos oficiales de Super Smash Bros., es golpear a los adversarios fuera de la pantalla. A los jugadores se les otorga un contador de porcentaje en vez de una barra de salud, el cual aumenta a medida que reciben daño. Un porcentaje de daño más alto significa que los ataques enviarán el jugador más lejano, lo cual finalmente puede llevar a un knock out.
Los juegos no son clones directos de los títulos oficiales y presentan una mecánica ajustada y contenido jugable, tanto en los niveles como en los niveles como en los personajes, no presentes en la serie original Super Smash Bros. por tratarse de un proyecto casero.
En el videojuego original, los personajes solo tienen un total de cinco ataques cada uno, que se activan al pulsar la tecla «P» junto con una tecla de flecha; además, algunos personajes recibían un ataque extra al saltar. En la nueva versión, Super S2, ofrece un control mucho más similar al de los juegos oficiales. Junto con la opción para continuar que utiliza un teclado como su predecesor, añade compatibilidad para controladores de juego USB y otros dispositivos de juego que pueden utilizarse para ordenadores.

### Un solo jugador
Al igual que con los videojuegos oficiales de Super Smash Bros., tanto Super Smash Flash como Super Smash Flash 2 incluyen varios modos diseñados específicamente para un jugador, como campañas para derrotar una serie de adversarios controlados por ordenador que participan de sucesos que tienen objetivos concretos de despejar, crear un minijuego para probar al jugador, etc. A los jugadores se les otorgan recompensas numerosas y otros coleccionables por despejar en los modos de un solo jugador.
El juego original presenta tres modos de solo jugador. En el partido normal, los jugadores pueden escoger entre los modos clásico y de aventura; una vez que se haya desbloqueado toda la lista, está disponible el modo estelar. En el modo estadio, se presentan varios minijuegos y retos al jugador como destruir ocho blancos que utilizan las capacidades propias de cada personaje en el blanco de prueba o derrotar a las versiones sombreadas en gris de la lista jugable en la pelea de múltiples personas. En el modo de entrenamiento, los jugadores pueden poner a punto sus habilidades configurando varios parámetros propios.
La nueva versión ha expandido la experiencia de un solo jugador. Por ejemplo, el modo clásico, una variedad más grande de adversarios, junto con un sistema nuevo denominado «ruleta de riesgo», que escoge aleatoriamente una ventaja o desventaja para el jugador y los adversarios según la dificultad. Para el modo estadio, la prueba de objetivos ha sido rebautizada choque de objetivos y dispone de dos formas de juego: la primera es un sistema general que cuenta con varios niveles y dificultades y un patrón de conjunto para objetivos en cada nivel, la segunda es un sistema más similar al del original, en la que cada persona tiene un nivel particular específicamente diseñado que demuestra las capacidades propias del personaje para destruir los objetivos. La pelea de múltiples ahora se denomina choque de múltiples hombres y el jugador ahora enfrenta a versiones de paleta negra de Mario, Link, Kirby y Pikachu, todos ellos con movimientos muy limitados y resistencia elevada. Se consigue reincorporar un submodo de estadio desaparecido de los juegos oficiales que es ausente de la versión original: el concurso de jonrones, donde el objetivo es lanzar lo más lejos posible el saco de arena acumulando anteriormente su daño, los jugadores pueden  habilitar una barrera protectora inutilizable que impide que este salga de la plataforma principal, a no ser que se lance lo bastante fuerte para romperlo. Además, se implementó un modo de sucesos, donde los jugadores tienen que completar misiones concretas o derrotar caracteres seguros para cumplir el suceso;  hay un total de 57 sucesos para completar en el juego.

### Multijugador
Tanto Super Smash Flash como Super Smash Flash 2 ofrecen batallas estándares multijugadores, tanto contra otros jugadores en la misma máquina como contra personajes controlados por ordenador con niveles de dificultad configurables.
El juego original era muy limitado por su capacidad de software Flash, además de un solo modo multijugador (conocido como modo de pelea), los partidos se limitaban a solo dos jugadores humanos por partido; las otras dos ranuras restantes podrían llenarse solo con entradas de CPU. La cámara solo podía seguir al primer jugador, dejando al segundo en una evidente desventaja.
SSF2 expandió finalmente el modo multijugador dejando cuatro entradas de jugador controladas por jugadores humanos, además de un sistema de cámara dinámico. En la versión 0.9b se introdujo el choque especial, un modo similar a los títulos oficiales de Super Smash Bros. en los que pueden aplicarse a las partidas algunos «modificantes de juego» como Mini (que encoge todos los personaje), Lento (que baja la velocidad de juego), Turbo (que habilita cualquier ataque para ser cancelado durante el, un modo directamente tomado con permiso del videojuego Project M o Super Smash Flash (que recrea el motor peculiar y con fallos técnicos del juego original como los ataques que reciben una vez por cuadro, sin aplicar ningún disparo, los personajes se vuelven incapaces de aguantar a los alféizares, etc.). La versión beta introdujo un modo original denominado «modo de arena», que permitió que los jugadores participen de algunos minijuegos que juegan con el físico existente y personajes poco convencionales de series que utilizan el saco de arena, como en el modo estadio de un solo jugador. Allí realmente se conocen dos submodos. El primero se llama fútbol de saco de arena, en el que los jugadores se presentan en una etapa cerrada con dos equipos, rojo y azul, y tienen que conseguir el saco de arena oponiéndose el objetivo del equipo. El primer equipo que logra la cantidad en conjunto de los objetivos previos del partido gana. El otro se llama baloncesto de saco de arena y presenta una premisa similar al último, salvo que los jugadores ahora tienen que conseguir el saco de arena para pasar a través del cesto de equipo adversario para puntuar.

### En línea
Nunca desde la versión de demostración 0.9b, se ha otorgado a los jugadores la capacidad de luchar contra los adversarios en línea a través de un sistema propietario denominado «McLeodGaming Network». Las conexiones utilizan la tecnología propietaria Adobe RTMFP, a no ser que se elija el «encuadre de latencia» alto, el cual brinda a los jugadores un servidor más que utilizar una conexión P2P.

### Personajes jugables
El videojuego original dispone de 30 personajes, que representan una variedad ancha de medios, abarcando no solo sus videojuegos respectivos sino también el manga, la película animada y las creaciones caseras. Al igual que en la serie Super Smash Bros., se tiene que «desbloquear» un número de estos personajes a través de varios medios.
Super Smash Flash 2 tiene 46 personajes actualizados. Los caseros recién llegados del juego anterior no reaparecerán, debido a que los desarrolladores querían dar un tono más profesional al juego.
| Combatiente        | Franquicias        | Distribuidor      | SSF Selecciones | Flash | Flash 2 |
| ------------------ | ------------------ | ----------------- | --------------- | ----- | ------- |
| Mario              | Super Mario        | Nintendo          | Comienzo        | Sí    | Sí      |
| Luigi              | Super Mario        | Nintendo          | Desbloqueado    | Sí    | Sí      |
| Link               | Legend of Zelda    | Nintendo          | Comienzo        | Sí    | Sí      |
| Link Joven         | Legend of Zelda    | Nintendo          | Desbloqueado    | Sí    | No      |
| Sheik              | Legend of Zelda    | Nintendo          | Comienzo        | Sí    | Sí      |
| Zelda              | Legend of Zelda    | Nintendo          | Comienzo        | Sí    | Sí      |
| Fox McCloud        | Star Fox           | Nintendo          | Comienzo        | Sí    | Sí      |
| Knuckles           | Sonic the Hedgehog | SEGA              | Comienzo        | Sí    | No      |
| Shadow             | Sonic the Hedgehog | SEGA              | Desbloqueado    | Sí    | No      |
| Sonic              | Sonic the Hedgehog | SEGA              | Comienzo        | Sí    | Sí      |
| Super Sonic        | Sonic the Hedgehog | SEGA              | Desbloqueado    | Sí    | No      |
| Tails              | Sonic the Hedgehog | SEGA              | Comienzo        | Sí    | Sí      |
| Chrono             | Chrono Trigger     | Square Enix       | Desbloqueado    | Sí    | No      |
| Captain Falcon     | F-Zero             | Nintendo          | Comienzo        | Sí    | Sí      |
| Cloud              | Final Fantasy      | Square Enix       | Desbloqueado    | Sí    | No      |
| Kirby              | Kirby              | Nintendo          | Comienzo        | Sí    | Sí      |
| Meta Knight        | Kirby              | Nintendo          | Comienzo        | Sí    | Sí      |
| Mr. Game and Watch | Game and Watch     | Nintendo          | Desbloqueado    | Sí    | Sí      |
| Naruto             | Naruto             | Masashi Kishimoto | Desbloqueado    | Sí    | Sí      |
| Samus              | Metroid            | Nintendo          | Comienzo        | Sí    | Sí      |
| Mega Man X         | Mega Man           | Capcom            | Comienzo        | Sí    | No      |
| Zero               | Mega Man           | Capcom            | Desbloqueado    | Sí    | No      |
| Jigglypuff         | Pokémon            | Nintendo          | Desbloqueado    | Sí    | Sí      |
| Mewtwo             | Pokémon            | Nintendo          | Desbloqueado    | Sí    | No      |
| Pikachu            | Pokémon            | Nintendo          | Comienzo        | Sí    | Sí      |
| Lloyd              | Tales of Symphonia | Namco             | Desbloqueado    | Sí    | Sí      |
| Inuyasha           | Inuyasha           | Rumiko Takahashi  | Desbloqueado    | Sí    | No      |
| Mr. Increíble      | Los Increíbles     | Pixar             | Desbloqueado    | Sí    | No      |
| Blade              | Original           | McLeodGaming      | Comienzo        | Sí    | No      |
| Blue               | Original           | McLeodGaming      | Desbloqueado    | Sí    | No      |

#### Super Smash Flash 2
| Combatiente        | Franquicias                  | Distribuidor      | SSF Selecciones | Flash | Flash 2 |
| ------------------ | ---------------------------- | ----------------- | --------------- | ----- | ------- |
| Mario              | Super Mario                  | Nintendo          | Comienzo        | Sí    | Sí      |
| Luigi              | Super Mario                  | Nintendo          | Comienzo        | Sí    | Sí      |
| Bowser             | Super Mario                  | Nintendo          | Comienzo        | No    | Sí      |
| Peach              | Super Mario                  | Nintendo          | Comienzo        | No    | Sí      |
| Wario              | Super Mario y WarioWare      | Nintendo          | Comienzo        | No    | Sí      |
| Waluigi            | Super Mario                  | Nintendo          | Comienzo        | No    | Sí      |
| Yoshi              | Super Mario y Yoshi's Island | Nintendo          | Comienzo        | No    | Sí      |
| Link               | Legend of Zelda              | Nintendo          | Comienzo        | Sí    | Sí      |
| Sheik              | Legend of Zelda              | Nintendo          | Comienzo        | Sí    | Sí      |
| Zelda              | Legend of Zelda              | Nintendo          | Comienzo        | Sí    | Sí      |
| Ganondorf          | Legend of Zelda              | Nintendo          | Comienzo        | No    | Sí      |
| Sandbag            | Super Smash Bros             | Nintendo          | Comienzo        | No    | Sí      |
| Ryu                | Street Fighter               | Capcom            | Comienzo        | No    | Sí      |
| Falco Lombardi     | Star Fox                     | Nintendo          | Comienzo        | No    | Sí      |
| Fox McCloud        | Star Fox                     | Nintendo          | Comienzo        | Sí    | Sí      |
| Krystal            | Star Fox                     | Nintendo          | Comienzo        | No    | Sí      |
| Sonic              | Sonic the Hedgehog           | SEGA              | Comienzo        | Sí    | Sí      |
| Tails              | Sonic the Hedgehog           | SEGA              | Comienzo        | Sí    | Sí      |
| Rayman             | Rayman                       | Ubisoft           | Comienzo        | No    | Sí      |
| Chibi-Robo         | Chibi-Robo!                  | Nintendo          | Comienzo        | No    | Sí      |
| Captain Falcon     | F-Zero                       | Nintendo          | Comienzo        | Sí    | Sí      |
| Isaac              | Golden Sun                   | Nintendo          | Comienzo        | No    | Sí      |
| Mago Negro         | Final Fantasy                | Square Enix       | Comienzo        | No    | Sí      |
| Sora               | Kingdom Hearts               | Square Enix       | Comienzo        | No    | Sí      |
| Kirby              | Kirby                        | Nintendo          | Comienzo        | Sí    | Sí      |
| Meta Knight        | Kirby                        | Nintendo          | Comienzo        | Sí    | Sí      |
| Bandana Dee        | Kirby                        | Nintendo          | Comienzo        | No    | Sí      |
| King Dedede        | Kirby                        | Nintendo          | Comienzo        | No    | Sí      |
| Mr. Game and Watch | Game and Watch               | Nintendo          | Comienzo        | Sí    | Sí      |
| Goku               | Dragon Ball                  | Akira Toriyama    | Comienzo        | No    | Sí      |
| Naruto             | Naruto                       | Masashi Kishimoto | Comienzo        | Sí    | Sí      |
| Ichigo             | Bleach                       | Tite Kubo         | Comienzo        | No    | Sí      |
| Luffy              | One Piece                    | Eiichiro Oda      | Comienzo        | No    | Sí      |
| Samus              | Metroid                      | Nintendo          | Comienzo        | Sí    | Sí      |
| Zero Suit Samus    | Metroid                      | Nintendo          | Comienzo        | No    | Sí      |
| Simon Belmont      | Castlevania                  | Konami            | Comienzo        | No    | Sí      |
| Ness               | EarthBound                   | Nintendo          | Comienzo        | No    | Sí      |
| Donkey Kong        | Donkey Kong                  | Nintendo          | Comienzo        | No    | Sí      |
| Marth              | Fire Emblem                  | Nintendo          | Comienzo        | No    | Sí      |
| Mega Man           | Mega Man                     | Capcom            | Comienzo        | No    | Sí      |
| Jigglypuff         | Pokémon                      | Nintendo          | Comienzo        | Sí    | Sí      |
| Lucario            | Pokémon                      | Nintendo          | Comienzo        | No    | Sí      |
| Pichu              | Pokémon                      | Nintendo          | Comienzo        | No    | Sí      |
| Pikachu            | Pokémon                      | Nintendo          | Comienzo        | Sí    | Sí      |
| Lloyd              | Tales of Symphonia           | Namco             | Comienzo        | Sí    | Sí      |
| Pit                | Kid Icarus                   | Nintendo          | Comienzo        | No    | Sí      |
| Pac-Man            | Pac-Man                      | Namco             | Comienzo        | No    | Sí      |
| Bomberman          | Bomberman                    | Konami            | Comienzo        | No    | Sí      |

## Desarrollo

### Super Smash Flash
El desarrollo del videojuego original empezó alrededor de mediados de 2006, como el primer proyecto de juego de Flash de Cleod9 en su sitio web por entonces centrado en TI-89 McLeodGaming, después de entender la codificación lo bastante para hacer un juego de pleno derecho. Originalmente, el juego era uno de combate orientado en plataforma con personajes caseros de Sonic the Hegdehog denominados «Blade» y «Blue» (que pasaría a ser un personaje jugable incluso en el producto final) y el objetivo era conseguir a través de un nivel grande con plataformas suspendidas sacando las abejas robóticas voladoras llamadas Zumbadoras (enemigas del juego de Sega Genesis, Sonic the Hedgehog 2).[cita requerida] El juego finalmente se convirtió en un juego de aficionado de Super Smash Bros. —por entonces llamado anteriormente «motor de choque Flash» por Cleod9— donde las actualizaciones pequeñas empezaron a incorporar contenidos nuevos, ya sea personajes jugables, niveles o elementos nuevos. Está basado en Super Smash Bros. Melee ya que ese era el título actual de la serie oficial en ese momento. Como el primer gran proyecto de Cleod9, el juego se consideró «el mayor éxito del momento. El juego se completó durante aproximadamente el tiempo de medio año sin ninguna ayuda de la codificación exterior, y fue lanzado el 21 de abril de 2006 en Newgrounds, un sitio web conocido por sus contenidos de Flash generados por usuarios. Es actualmente el 15.º juego más jugado de la historia según Newgrounds.

### Super Smash Flash 2
El éxito de Super Smash Flash pronto llevó a una gran demanda de una secuela. Cuando McLeodGaming comenzó su desarrollo de Super Smash Flash 2 en 2007, el juego fue planeado para ser una secuela del videojuego original, con mejoras estéticas y de juego incrementales. Este plan finalmente se descartó a favor de hacer un nuevo comienzo para reiniciar la serie. A pesar del título, Super Smash Flash 2 no es en realidad una continuación; es un juego completamente nuevo, y solo conserva el nombre original del proyecto debido a lo ampliamente conocido que se ha vuelto el título en toda la base de aficionados. Aunque el juego aún no está completo, los prelanzamientos, también conocidos como demostraciones del juego, se han publicado en su sitio web para que los usuarios y aficionados vean cuán avanzado está el desarrollo del juego. Varios intentos de publicar actualizaciones menores en el juego también se han publicado en «Smash Flash DOJO !!!», uno de los numerosos sitios web dirigido por desarrolladores basados en un sitio similar ejecutado por Nintendo para la serie Smash Bros., pero cada intento ha sido abandonado. Las actualizaciones también se publican ocasionalmente en las páginas de Facebook y Twitter del equipo.
Hubo dos puntos de inflexión importantes en el desarrollo del juego. El primero fue el 8 de abril de 2012 con el lanzamiento de la versión 0.4a. Este era el punto en donde el juego empezó a crecer bruscamente y tener una mayor complejidad considerable, llevando a problemas en el desarrollo como la dificultad de añadir personajes nuevos que fue calificado por Cleod de haberse «aumentado de manera exponencial» al llegar a este punto. El segundo punto de inflexión vino con el siguiente lanzamiento, la versión 0.7, el 1 de enero de 2011. Inicialmente pensado a meramente ser una actualización que a añadir contenido, se incluyó a Black Mage como personaje escondido después de jugar diez batallas. Este fue un golpe a los aficionados cuando fue el primer personaje introducido que no estaba previsto originalmente en la lista. Directamente relacionado con el conocimiento de su inclusión de sorpresa que se extiende entre los aficionados en general, McLeodGaming pronto hizo un anunció que la lista prevista a menudo criticada había experimentado una revisión completa.
La demostración final de la beta de Super Smash Flash 2 fue anunciada el 25 de enero de 2015. Fue notable por quitar tanto el número de versión como designarla como versión beta más que una de demostración. El 29 de mayo de 2017 se lanzó finalmente la beta de Super Smash Flash 2 después de 3 años de desarrollo,  añadió varios aspectos para posicionarla como juego, presente tanto en los títulos oficiales Super Smash Bros., como el modo clásico (principalmente en la línea del videojuego original Super Smash Bros., pero con elementos adicionales), como originales al juego, como el modo de estadio.

## Recepción
Super Smash Flash consiguió una recepción crítica mixta a positiva. Aunque inicialmente revisado positivamente, revisiones más tardías como la realizada en FlashGN demostraron que el juego era «falto de control» y «sencillamente un intento con errores y defectos de recrear uno de los mejores juegos de combate de todos los tiempos». A pesar de algunas revisiones pobres, Super Smash Flash recibió un premio de característica diaria por parte de Newgrounds, aproximadamente 11 millones de vistas, y un índice de cuatro estrellas, y más tarde se calificó como un juego que hace «historia como portal de Flash» para 2006.  El juego ha recibido muchos otros premios menores. Toda la serie ha engendrado una comunidad grande en sus foros oficiales.
Super Smash Flash 2, aun así actualmente incompleto, ha obtenido significativamente más tracción que su predecesor. Se presentó en la lista de los «10 juegos de aficionados que no tendría que cesar ni desistir» de GamesRadar como número 5 mientras todavía estaba en sus comienzos, y obtuvo un artículo destacado en GoNintendo.  Poco antes del lanzamiento de la versión 0.9b, un escritor del sitio web de videojuegos Polygon opinó que «hay un arte de píxel estético de baja fidelidad y un sentido de libertad que hace que Super Smash Flash 2 apele más a mí que a lo real». Las demostraciones de Super Smash Flash reciben aproximadamente 400 000 juegos en un solo día en McLeodGaming y alcanzaron el tope de aproximadamente 1 millón de juegos diarios el 20 de enero de 2013.  Notablemente, el trabajo en proceso de la versión de demostración 0.9a del juego se presentó como un juego independiente en el torneo mundial de Super Smash Bros. Apex de 2013 y regresó dos años después con actualizaciones subsiguientes.